# Baby Keem
Хайким Джамаал Картер-младший (родился 22 октября 2000 года), более известный как Baby Keem — американский рэпер, автор песен и продюсер. Он наиболее известен своей песней «Orange Soda». Сингл вошёл в его второй микстейп Die for My Bitch, который достиг 98 позиции в чарте Hot 100. Baby Keem стал одним из фрешменов ежегодного списка «XXL Freshman» XXL в 2020 году.

## Карьера
Baby Keem писал и продюсировал песни его кузена Кендрика Ламара, с саундтрека Black Panther: The Album, альбомы участника Top Dawg Entertainment Jay Rock Redemption, Schoolboy Q Crash Talk и трека «Nile» из диснеевского фильма The Lion King: The Gift. Картер работал с продюсером Cardo над его двумя микстейпами, The Sound of a Bad Habit (2018) и DIE FOR MY BITCH (2019).
Baby Keem участвовал в визуальной компании pgLang Кендрика Ламара и Дэйва Фри.
18 сентября 2020 года Картер выпустил песни «hooligan» и «sons & critics freestyle». Сингл «no sense» вышел 5 марта 2021 года. Третий сингл «durag activity» вышел 30 апреля 2021 года. 10 сентября 2021 года он выпустил дебютный студийный альбом The Melodic Blue.
3 апреля 2022 года Baby Keem и Кендрик Ламар получили премию «Грэмми» за лучшее рэп-исполнение за трек «Family Ties».

## Дискография

### Студийный альбом
| Название         | Детали                                                                          |
| ---------------- | ------------------------------------------------------------------------------- |
| The Melodic Blue | - Выпущен: 10 сентября 2021 года - Лейблы: Columbia Records, PGLang, Sony Music |

### Микстейпы
| Название                 | Детали                                                                                        | Высшая позиция в чарте |
| Название                 | Детали                                                                                        | US                     |
| ------------------------ | --------------------------------------------------------------------------------------------- | ---------------------- |
| The Sound of a Bad Habit | - Выпущен: 29 октября 2018 года - Лейблы: The Orchard, Sony Music - Формат: Цифровая загрузка | —                      |
| DIE FOR MY BITCH         | - Выпущен: 19 июля 2019 - Лейблы: The Orchard, Sony Music - Формат: Цифровая загрузка         | 196                    |

### Мини-альбомы
| Название                     | Детали                                                                   |
| ---------------------------- | ------------------------------------------------------------------------ |
| Oct (как Hykeem Carter)      | - Выпущен: 7 ноября 2017 - Лейблы: Внелейбла - Формат: Цифровая загрузка |
| Midnight (как Hykeem Carter) | - Выпущен: 16 января 2018 - Лейбл: Внелейбла - Формат: Цифровая загрузка |
| No Name (как Hykeem Carter)  | - Выпущен: 18 мая 2018 - Лейблы: Внелейбла - Формат: Цифровая загрузка   |
| Hearts & Darts               | - Выпущен: 12 июля 2018 - Лейбл: Внелейбла - Формат: Цифровая загрузка   |

### Синглы
| Название                                        | Год  | Высшие позиции в чарте | Высшие позиции в чарте | Высшие позиции в чарте | Высшие позиции в чарте | Сертификации       | Альбом           |
| Название                                        | Год  | US                     | CAN                    | IRE                    | UK                     | Сертификации       | Альбом           |
| ----------------------------------------------- | ---- | ---------------------- | ---------------------- | ---------------------- | ---------------------- | ------------------ | ---------------- |
| «Invented It»                                   | 2019 | —                      | —                      | —                      | —                      |                    | Die for My Bitch |
| «France Freestyle»                              | 2019 | —                      | —                      | —                      | —                      |                    | Die for My Bitch |
| «Orange Soda»                                   | 2019 | 98                     | 100                    | —                      | —                      | - RIAA: Платиновый | Die for My Bitch |
| «Hooligan»                                      | 2020 | —                      | —                      | —                      | —                      |                    | The Melodic Blue |
| «Sons & Critics Freestyle»                      | 2020 | —                      | —                      | —                      | —                      |                    | The Melodic Blue |
| «No Sense»                                      | 2021 | —                      | —                      | —                      | —                      |                    | The Melodic Blue |
| «Durag Activity» (совместно с Трэвисом Скоттом) | 2021 | 85                     | 53                     | 74                     | 96                     |                    | The Melodic Blue |
| «Family Ties» (совместно с Кендриком Ламаром)   | 2021 | —                      | —                      | 32                     | 52                     |                    | The Melodic Blue |

### Продюсирование и авторство песен
- Black Panther The Album Music From And Inspired By (2018)
- Redemption (2018)
- Crash Talk (2019)
- The Lion King: The Gift (2019)